# كارولين سيغر
كارولين سيغر (بالسويدية: Caroline Seger)‏ (19 مارس 1985 بهلسينغبورغ في السويد - ) هي لاعبة كرة قدم سويدية في مركز الوسط، شاركت في الألعاب الأولمبية الصيفية 2016 والألعاب الأولمبية الصيفية 2012 والألعاب الأولمبية الصيفية 2008. وشاركت مع منتخب السويد لكرة القدم للسيدات ومنتخب السويد تحت 23 سنة للسيدات لكرة القدم ‏. أما مع النوادي، فقد لعبت مع باريس سان جيرمان للسيدات وباريس سان جيرمان ووسترن نيويورك فلاش ونادي روسينجورد للسيدات ولينكوبينج وPhiladelphia Independence ‏ وTyresö FF ‏.

## وصلات خارجية
- كارولين سيغر على موقع الاتحاد الدولي (مؤرشف)  (الإنجليزية)
- كارولين سيغر على موقع الاتحاد الأوربي (الإنجليزية)
- كارولين سيغر على موقع اتحاد السويد (السويدية)
- كارولين سيغر على موقع قاعدة بيانات كرة القدم.إي يو (الإنجليزية)
- كارولين سيغر على موقع Soccerway.com (الإنجليزية)
- كارولين سيغر على موقع اللجنة الأولمبية الدولية (الإنجليزية)
- كارولين سيغر على موقع أوليمبيديا (الإنجليزية)
- كارولين سيغر على موقع اللجنة الأولمبية السويدية (السويدية)